# Kawasaki Ka 87
Il Kawasaki Ka 87, in base alla convenzione di designazione "lunga" indicato anche Bombardiere pesante per l'esercito Tipo 87, fu un bombardiere bimotore ad ala alta sviluppato dall'azienda aeronautica tedesca Dornier-Werke GmbH per conto della giapponese Kawasaki Kōkūki Kōgyō KK nei tardi anni venti e prodotto, oltre che da quest'ultima, anche dall'arsenale di artiglieria dell'esercito imperiale giapponese di Atsuta, Nagoya.
Utilizzato dalla Dai-Nippon Teikoku Rikugun Kōkū Hombu, la componente aerea dell'esercito imperiale, rimase in servizio per lungo tempo operando anche durante la Guerra del Pacifico.

## Storia del progetto
All'inizio del 1924 l'esercito imperiale giapponese contattò la Kawasaki esortando lo sviluppo di un nuovo bombardiere atto a sostituire in servizio i Tipo Tei 1 e Tei 2, rispettivamente i Farman F.50 ed F.60 Goliath prodotti su licenza in Giappone, nella dotazione ai propri reparti. L'azienda, invece di intraprendere lo sviluppo autonomamente decise di affidare la prima parte del programma ad un'azienda esterna, avviando accordi commerciali con la tedesca Dornier per uno sviluppo congiunto nella progettazione del modello e delegando a loro la costruzione dei prototipi. A tale scopo, nel marzo di quell'anno, il responsabile del dipartimento aeronautico Tomokichi Takezaki, assieme all'ingegnere Hisashi Tojo ed altri cinque ingegneri, si recò in Germania presso le sedi della Dornier e della BMW per sottoscrivere un contratto di produzione su licenza; ottenne l'assistenza di sette ingegneri Dornier coordinati da Richard Vogt, già dipendente della ditta tedesca ed assegnato a Kōbe dal 1923 come consulente e diventato in seguito capo dell'ufficio progetti dell'azienda giapponese.
Il progetto, che nasce con la denominazione aziendale tedesca Dornier Do N (altrimenti citato come Dornier N), venne trasferito alla sede della Kawasaki Kōkūki Kōgyō e ridenominato Kawasaki Ka 87.
Il prototipo venne portato in volo per la prima volta il 19 febbraio 1926, dopo un solo mese di lavoro, dotato di un motore Napier Lion importato dall'Inghilterra. Proposto successivamente alla commissione esaminatrice dell'esercito, questa lo valutò sostanzialmente rispondente alle proprie esigenze ma ne richiese, per la produzione, una versione dotata di una motorizzazione più potente in previsione dell'aumento della quantità di carico bellico trasportata. Venne quindi adottato il BMW VI da 600 CV (447 kW) che venne prodotto localmente su licenza. Riproposto alla valutazione venne ritenuto idoneo e rispondente alle specifiche richieste, assegnando al velivolo la denominazione ufficiale di Bombardiere Notturno Tipo 87 ed emettendo un ordine totale di 28 esemplari.

## Tecnica
Sebbene sia stato dall'inizio concepito come velivolo terrestre, il Ka 87 conserva molti degli elementi stilistici dei progetti Dornier utilizzati nei propri idrovolanti da trasporto civile dello stesso periodo. La fusoliera, di costruzione completamente metallica, era a sezione rettangolare, caratterizzata dall'adozione di due abitacoli aperti, affiancati e posizionati sulla parte superiore all'altezza del bordo d'attacco alare, e altri due abitacoli singoli, sempre aperti, per le postazioni di difesa poste sulla parte superiore del muso ed in posizione dorsale ed equipaggiate con mitragliatrici da 7,7 mm. Posteriormente terminava in un impennaggio cruciforme monoderiva dotato di piani orizzontali avanzati e controventati.
L'ala era montata alta e a parasole, collegata alla fusoliera lateralmente da due montanti obliqui di grandi dimensioni ed integrati da tiranti in filo d'acciaio, e verticalmente da una struttura portante che fungeva da supporto anche all'unica gondola motore centrale, una configurazione del tutto simile al Dornier Do J Wal. Il carrello d'atterraggio era fisso, dotato di ruote di grandi dimensioni, posizionato all'altezza dell'ala (dove il Do J Wal adottava gli sponson) e collegato alla struttura con un sistema tubolare elastico. Posteriormente era integrato da un pattino di coda di grandi dimensioni. La propulsione era affidata ad un paio di motori BMW VI, dei 12 cilindri a V raffreddati a liquido capaci di erogare 600 CV (447 kW) ciascuno, posizionati in configurazione traente-spingente nella gondola posta all'apice della struttura centrale ed abbinati a due eliche bipala in legno a passo fisso.

## Impiego operativo
Il Ka 87 operò con i reparti a loro assegnati principalmente entro i confini nazionali. Solo nel 1931 alcuni esemplari vennero utilizzati in operazioni nei cieli della Manciuria. Alcune fonti affermano sia stato proprio una bomba sganciata da un Ka 87 a causare la distruzione di una sezione della ferrovia giapponese nei pressi di Mukden (l'attuale Shenyang). Questo episodio, che viene ricordato come l'incidente di Mukden, fornirà il pretesto ai militari giapponesi di attribuire l'accaduto all'opera di un gruppo di terroristi cinesi, fornendo quindi la scusa per l'annessione della Manciuria al Giappone.

## Utilizzatori
Giappone
- Dai-Nippon Teikoku Rikugun Kōkū Hombu